# Jusztina
A Jusztina a latin Justinus (magyarul Jusztin) női párja.

## Rokon nevek
- Jusztínia:[1] a Jusztina alakváltozata, valamint a latin Justinianus név női párja.[2]

## Gyakorisága
Az 1990-es években a Jusztina igen ritka, a Jusztínia szórványos név volt, a 2000-es években nem szerepelnek a 100 leggyakoribb női név között.

## Névnapok
Jusztina:
- június 16.[2]
- szeptember 26.[2]
- szeptember 28.[2]

Jusztínia:
- július 16.[2]
- szeptember 26.[2]
- szeptember 28.[2]

## Híres Jusztinák, Jusztíniák
- Egervári Jusztina költőnő
- Justine Henin belga teniszezőnő
- Justyna Kowalczyk lengyel sífutónő